# Xã Salt River, Quận Randolph, Missouri
Xã Salt River (tiếng Anh: Salt River Township) là một xã thuộc quận Randolph, tiểu bang Missouri, Hoa Kỳ. Năm 2010, dân số của xã này là 383 người.